# Pat Moss
Patricia Ann Moss-Carlsson (de soltera Moss; Thames Ditton, Surrey, Inglaterra, 27 de diciembre de 1934 - Eaton Bray, Bedfordshire, 14 de octubre de 2008) fue una de las pilotos femeninas de rally más exitosa de todos los tiempos, con tres victorias absolutas y siete podios en rallies internacionales. Fue coronada campeona femenina de Europa de rallies cinco veces (1958, 1960, 1962, 1964–65).

## Biografía
Pat Moss era hija del dentista británico Alfred Moss y de Aileen Craufurd. La afición familiar al motor era notoria. Su padre tuvo una modesta carrera como piloto aficionado e incluso participó en las 500 Millas de Indianápolis de 1924. Su madre también compitió en diversas carreras regionales. Su hermano mayor, Stirling Moss, fue una estrella de Fórmula 1 durante la década de 1950.
Pat Moss creció en Bray, Berkshire, y aprendió a conducir a los 11 años. Pero comenzó su carrera deportiva en la equitación, haciéndose conocida como saltadora de éxito y llegó a formar parte del equipo británico de salto de obstáculos. En 1953, a los 18 años, comenzó a conducir en rallies como copiloto de Ken Gregory, entrenador de su hermano. En 1954, Moss compró un Triumph TR2 y comenzó a hacer rallies más seriamente. Pidió a Standard-Triumph que cubriese sus gastos para conducir su TR2 en el Rally RAC de 1955, pero no la aceptaron la propuesta.

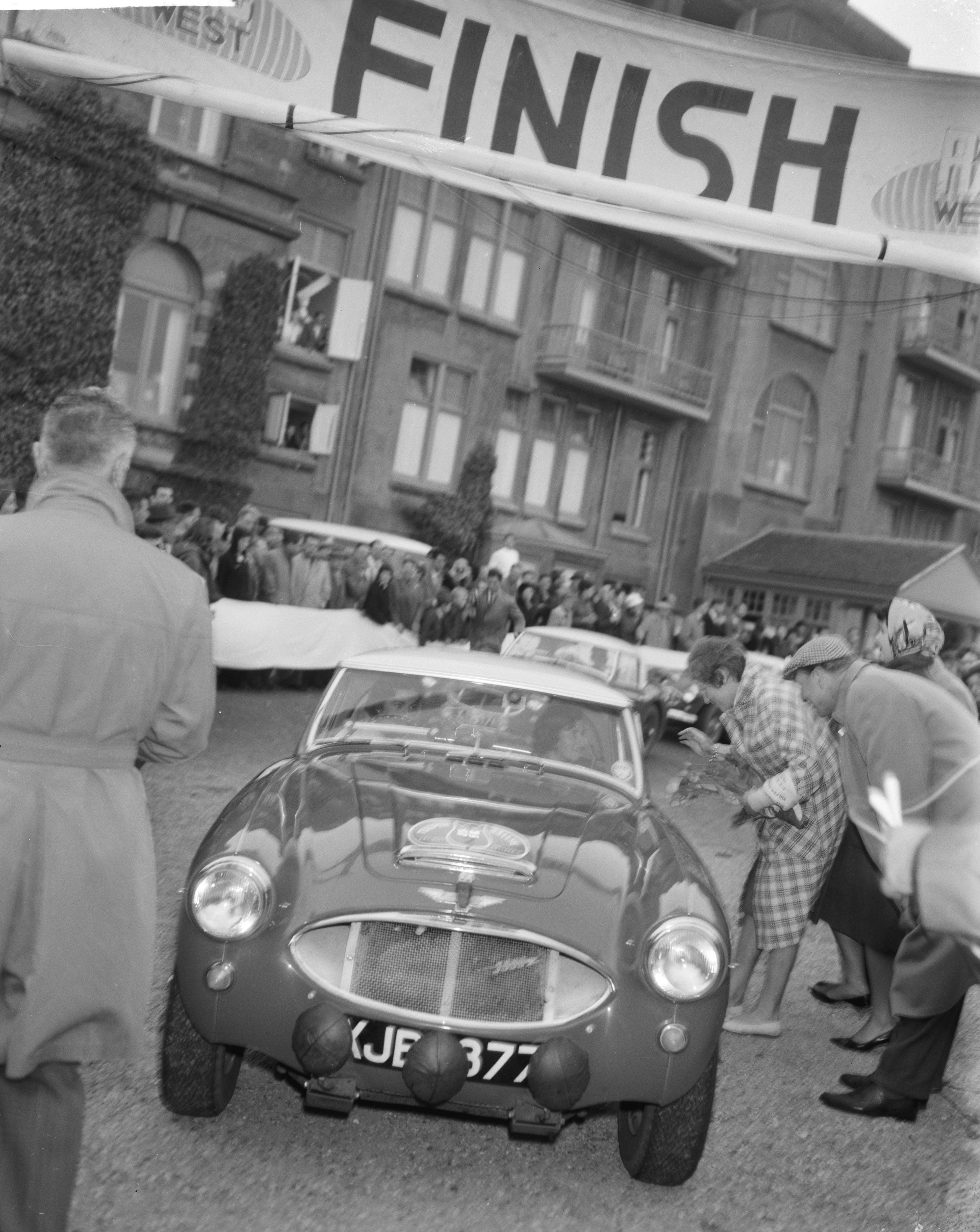
Llegada de Pat Moss a Noordwijk, final de la Tulpenrallye

En cambio, MG Cars le ofreció un MG TF 1500 de pruebas. Así comenzó una relación de siete años que le daría tres campeonatos y que benefició la British Motor Corporation con una valiosa publicidad. Como piloto del equipo de trabajo BMC, Moss tuvo un importante progresión en 1958, cuando llevó su Morris Minor al cuarto lugar del RAC Rally. Consiguió otro cuarto lugar en el Rally Lieja–Roma–Lieja, de Bélgica, en un Austin-Healey 100/6 y ganó el primer de sus cinco Campeonatos de Europa de Rallies Femeninos.
En 1960, Moss consiguió la victoria de la Lieja–Roma–Lieja en un Austin-Healey 3000 y acabó segunda en la Coupe des Alpes. En 1961 quedó segunda en el Rally RAC. En 1962 fue tercera al East African Safari Rally, con un Saab 96 y, en el RAC, con un Austin-Healey. Su mayor logro fue ganar el Tulpenrallye de los Países Bajos en un Mini Cooper, que Moss consideraba "nervioso y bastante rebelde si lo pones al límite". Conseguía así la primera victoria de Mini Morris en un rally internacional.
En 1963, Moss se unió a la Ford Britain y consiguió un sexto puesto en el Rally Acrópolis con su Ford Cortina tuneado en Lotus. En julio de 1963 se casó con su compañero de rallies Erik Carlsson. Ford intentó fichar a Erik, pero Moss cambió al equipo de Saab para asociarse con su marido. Juntos, compitieron en 11 rallies internacionales. Sus resultados más destacados fueron un tercer puesto en el Rally de Acrópolis y el cuarto en la Lieja–Sofia–Lieja y al Rally RAC. En el Rally de Montecarlo quedó quinta en 1964 y tercera en 1965.
En 1968, Moss se incorporó a Lancia para conducir el nuevo Fulvia, que le llevó a una 14ª posición en el Rally de Montecarlo y un segundo lugar en el Rally de San Remo.
En diciembre de 1969, Moss y Carlsson tuvieron una hija, Susan. En ese momento, Moss se unió a Renault Alpine y quedó décima en el Rally de Montecarlo de 1972, antes de retirarse finalmente en 1974. Murió a los 73 años, en su casa, en Eaton Bray, Bedfordshire.
Es autora de unas memorias, The Story So Far (1967) y, con su marido, coautora de The Art and Technique of Driving (1965).

## Legado
La casa Morris lanzó al mercado en 2022 en una edición especial un automóvil con el nombre de Mini John Cooper Works Pat Moss, para hacer homenaje a la piloto que, en un mundo dominado por hombre, consiguió la primera victoria en rallies internacionales para la marca: al Tulpenrallye de los Países Bajos.